# Mon légionnaire
Mon légionnaire är en fransk chanson som framfördes 1936 av Marie Dubas med text av Raymond Asso och musik av Marguerite Monnot. Den har också tolkats av Édith Piaf, Arlette Guttinguer och Serge Gainsbourg. Sången medförde att Dubas popularitet växte och att hon kunde turnera i USA 1939.
Sången är starkt förknippad med Édith Piaf och blev ett slags symbol för hela hennes repertoar. Den romantiska handlingen om en kvinna som förälskar sig i en främlingslegionär som efter en kärleksnatt vägrar att uppge sitt namn passade utmärkt in på bilden av "La môme piaf". Raymond Asso, som själv varit främlingslegionär skrev också Le Fanion de la Légion till Dubas, en sång som senare även den togs upp av Piaf, men med mindre framgång.